# Operació Llevataps
Durant la Segona Guerra Mundial, l'Operació Llevataps (anglès:Operation Corkscrew) va ser la invasió aliada de l'illa italiana de Pantelleria (situada entre Sicília i Tunísia) el 10 de juny de 1943. Ja hi havia un pla inicial per ocupar l'illa a les darreries de 1940, però es va avortar quan la Luftwaffe incrementà l'amenaça aèria de l'Eix a la regió.
L'interès aliat cap a Pantelleria tornà a inicis de 1943. Les instal·lacions aèries i l'aeroport de l'illa eren vistes com una amenaça per la planejada invasió de Sicília. A més, hi havia una oportunitat de valorar l'impacte del bombardeig preparatori sobre defenses molt fortificades.
L'intens bombardeig aeri de 10 dies reduí substancialment les defenses, i la guarnició italiana es rendí quan les forces britàniques van desembarcar-hi. Un informe del Professor Sir Solly Zuckerman afirmava que les defenses havien quedat reduïdes a un 47% d'efectivitat. La senzillesa de l'operació portà a una avaluació optimista sobre l'efectivitat del bombardeig, la qual no sempre seria així. Les guarnicions italianes de les illes properes (Linosa i Lampedusa) van caure ràpidament. Això aclarí el camí per a la invasió de Sicília un mes després.